# Gare de West Ham
Pour les articles homonymes, voir Gare de Ham.
La gare de West Ham (en anglais : West Ham railway station) est une gare ferroviaire établie sur le London, Tilbury and Southend Railway (en). Elle est située sur la Manor Road, à West Ham, dans le borough londonien de Newham, sur le territoire du Grand Londres, en zone 2 Travelcard.
Elle dispose d'une entrée commune et est en correspondance avec les stations : West Ham (métro de Londres), desservie par les lignes District, Hammersmith & City et Jubilee du métro de Londres ; West Ham (DLR), desservie par le métro léger automatique Docklands Light Railway (DLR).